# 大凌河西支
大凌河西支，流经中华人民共和国河北省和辽宁省的一条河流，是大凌河左岸支流，发源于河北省平泉市台头山镇凌河源村南塔子山脉棺材山北麓，北流至郑杖子村转东流，过东仓子村后进入辽宁省凌源市，在凌源市向东北流，经宋杖子镇和凌源市市区东南左纳热水河后转东南流，经乌兰白镇、喀喇沁左翼蒙古族自治县后，于南哨街道山咀村东北汇入大凌河。河流全长106.5千米，流域面积2889平方千米，年均径流量9375万立方米。